# 墨西哥油管爆炸案
墨西哥油管爆炸案（直译：特拉威利潘爆炸；亦做「特拉威利潘漏油事件」），是指在2019年1月18日，發生於墨西哥一間煉油廠附近的管道大爆炸事故。事發地點位於墨西哥城以北100公里，伊達爾戈州的一個小鎮特拉威利潘。事件至少造成117人死亡、多人嚴重燒傷。而其原因可能是單純的油管破裂，或是由於盜油者在油管上鑽洞偷油。

## 背景
隨著國際油價在2016至2017年的逐步回溫，墨西哥的竊油犯罪也瘋狂攀升；與2013年相比，竊油犯罪事件飆漲了2,000倍。至2018年，根據墨西哥內政部的估計，境內的每條輸油管，平均每1.4公里「就有一個竊油孔洞」。
墨西哥偷油情況猖獗，2018年就為國家帶來超過三十億美元損失，政府近年雖然採取措施打擊，但成效有限。當時新上任的墨西哥總統洛佩斯·奧布拉多爾（Andrés Manuel Lopez Obrador）亦誓言打擊偷油問題，其反盜油計劃包括派遣數千名士兵把守墨西哥石油公司旗下煉油和輸油設施，關閉其部分輸油管道改用油罐車運輸石油。
當局早前宣布派遣數千士兵，加強煉油和輸油設施的保安；若一旦發現哪條管線的管壓下降，該管全線就即刻停止輸油，並追查漏油源頭。而油管停止供油後，通路加油站的汽油需求都由油罐車運輸，並由墨西哥軍隊護送，以防止當地黑幫打劫，或職員勾結偷油。
以油罐車「武裝輸油團」來取代油管的應急輸送，雖確保了油料交送的透明性，但油罐車的運送成本卻是油管的1400%。在墨西哥全境的斷油掃黑，亦導致了民間對汽油的恐慌心理，全國各地出現了大批的搶油人潮，基層通路的儲油瞬間被高峰的恐慌需求給清空。但此時的油管已因斷油而失能，而數量與效率有限的武裝油罐車隊又應接不上前線的需求。

## 事件經過
事件起源於國有企業墨西哥石油公司——圖拉煉油廠（Tula Refinery）的石油管線不停外漏燃料長達數小時。而造成洩漏問題的原因，是有人在這條管道上鑽孔偷油。燃油洩漏到附近小鎮，當時有大批小鎮居民拿着水桶等容器趕往現場，欲將把洩漏的燃油運回家。在2小時後，現場就出現爆炸事故，大批居民遇難。爆炸事故至今已造成114人死亡。
下午5點06分，國防部終於派出了陸軍配合州警前往「封鎖漏油點」；但先遣的軍警部隊不到25人，撈油的村民卻高達800人以上，儘管士兵們不斷喊著「現場會爆炸很危險」、「油氣有毒快避難」，但村們卻毫不理會，甚至要軍隊「滾蛋」——於是先遣部隊決定撤離。
下午6點50分，PEMEX關閉漏油油管的上游閥門。
下午7點10分，在不明原因的引燃下，漏油處發生大爆炸——爆炸火舌一度竄高至7公尺，大批居民遇難。事故發生時，噴發的火焰高達20米，不少傷者渾身是火往外跑。

事發後第二天，鑑證人員在現場收集並清點燒焦的人體殘肢。大批民眾聚集在封鎖線外，等待有關失蹤家屬的消息。伊達爾戈州一截油管周五懷疑因為有人盜油導致爆炸。當地傳媒報道，當時現場聚集了約600至800人，造成嚴重死傷。墨西哥中部伊達爾戈州州長，法亞德（Omar Fayad）表示：
|    | ⋯⋯我們所掌握的死傷人數已攀升至66人死亡，76人受傷。 |
| —— |                                                    |

## 回應
2018年12月剛上任的墨西哥新總統洛佩斯，隨即在推特發文表達關注，表示希望「整個政府」協助現場救援，並同時譴責偷油行為。其承諾會全力救治傷者，並承諾加強打擊偷油活動。
墨西哥公共安全部長阿方索·杜拉佐在記者會上表示，墨國軍方在墨西哥石油公司關閉閥門約4小時前就已經發現漏油。
伊達戈州長災後第一時間就質疑起墨西哥軍隊「逃離現場的決定」，並表示：「為什麼軍隊不開槍？為什麼軍隊放任民眾違反公安禁令搶油？如果軍隊有盡到責任的話，今天就不會釀成這起悲劇！」。而對此，墨西哥總統則是公開出面力挺軍方，因為軍方對於盜油者的強硬執法，往往會激起村民協同犯罪集團的群起反抗，因此軍方迴避正面衝突的決定，墨西哥總統認為「並無不妥」。
墨西哥石油公司辯解聲稱其近「4個半小時」不關閥門，是以供油穩定為重、符合應變程序的合理觀察範圍。
政府與民間內卻高度懷疑之所以慢半拍，或許只是和盜油集團串通好、讓他們趁亂撈油，但該懷疑缺少證據。

## 類似事故
於2010年12月，墨西哥中部同樣發生因偷油而引起的管道爆炸起火事件，造成28人死亡，包括13個兒童。大火造成人命傷亡外，也燒毀大量房屋，5000人受影響。

## 其他條目
- 1992年瓜達拉哈拉大爆炸
- 2010年普埃布拉州漏油爆炸事件（英语：2010 Puebla oil pipeline explosion）
- 爆炸事件列表（英语：List of explosions）